# L'Étrange Madame X
Pour plus de détails, voir Fiche technique et Distribution.
L'Étrange Madame X est un film français réalisé par Jean Grémillon, sorti le 22 juin 1951.

## Synopsis
Étienne rencontre Irène dans un stade lors d'une rencontre sportive. Ils partent un dimanche pour la campagne et s'éprennent définitivement l'un de l'autre. Lui travaille dans un atelier de menuiserie, elle, est femme de chambre de madame Voisin-Larive, une bourgeoise, du moins est-ce ainsi qu'elle s'est présentée à son amant. En réalité, elle est l'épouse de Voisin-Larive dont elle fut la secrétaire particulière. Elle a accepté de l'épouser sans l'aimer et son mari s’accommode de ce mariage chaste.
Lorsque Irène tombe enceinte de son amant, son mari l'éloigne le temps de mettre au monde l'enfant pour éviter le scandale. Une petite fille naît, qu’Étienne confie à son oncle et à sa tante. Pressée par Étienne de l'épouser, Irène finit par consentir. Elle fait part à son mari de son souhait de divorcer. Il tente de l'en dissuader mais Irène ne cède pas.
Le bébé tombe gravement malade. Accouru chez Voisin-Larive pour avertir Irène, il aperçoit celle-ci qui danse dans la salle de bal. La conversation qu'il surprend entre deux invités lui apprend qu'elle est l'épouse de Voisin-Larive. Il est anéanti par ce mensonge. L'enfant meurt. Après les funérailles, Étienne rompt définitivement avec Irène et quitte la ville. Irène retourne chez son mari, le cœur brisé.

## Fiche technique
- Titre : L'Étrange Madame X
- Titre anglais : The Strange Madame X
- Réalisation : Jean Grémillon
- Scénario : Albert Valentin, Marcelle Maurette et Marc Maurette
- Assistants réalisateur : Pierre Kast, Pierre Colombier
- Photographie : Louis Page
- Montage : Louisette Hautecoeur
- Musique : Vincent Scotto
- Décors : Raymond Druart
- Costumes : Mireille Leydet
- Producteur : Claude Dolbert
- Société de production : Codo Cinéma
- Pays de production : France
- Format : Noir et blanc — 35 mm — 1,37:1 — Son : Mono
- Genre : Film dramatique
- Durée : 91 minutes (1 h 31)
- Date de sortie : 
  - France : 22 juin 1951
- Affiches : Jacques Bonneaud, Boris Grinsson (France)

## Distribution
- Michèle Morgan : Irène Voisin-Larive, une femme qui mène une double vie amoureuse
- Henri Vidal : Étienne, un ébéniste avec lequel vit Irène alors qu'elle est déjà mariée
- Arlette Thomas : Jeannette
- Louise Conte : Angèle, la femme de chambre
- Robert Vattier : Moissac
- Paul Barge : l'oncle Léon
- Roland Alexandre : Marcel
- Yvonne Clech : Henriette
- Georges Sellier : le général
- Madeleine Barbulée : Marthe
- Maurice Escande : Jacques Voisin-Larive, le mari éditeur d'Irène
- Roland Lesaffre : Roland, le garçon de café
- Germaine Delbat : la plongeuse
- Geneviève Morel : une invitée
- Jean-Paul Moulinot : le serveur stylé
- Jean-Louis Allibert : le médecin
- Louis Blanche : un invité
- Marius David
- Fernand Gilbert
- Lucien Hector : un employé
- Pierre Leproux : le patron de l'ébénisterie
- Henri San-Juan : un ouvrier
- Raphaël Patorni : un invité
- René Hell : un ouvrier
- Christian Lude : le chauffeur d'Irène
- Gaston Garchery
- Micheline Rolla : une invitée
- Akbert Plantier : un apprenti ébéniste
- Guy Haurey : un apprenti ébéniste
- Albert Malbert : le chauffeur de taxi
- Michel Garland